# José Cláudio dos Reis
José Cláudio dos Reis (San Paolo, 19 marzo 1939 – San Paolo, 29 dicembre 1999) è stato un dirigente sportivo brasiliano, membro del FIBA Hall of Fame dal 2007 in qualità di contributore.

## Carriera
Ha ricoperto l'incarico di Presidente della Panamerican Basketball Confederation (oggi FIBA Americas) dal 1997 al 1999.
È stato capo-delegazione della nazionale di pallacanestro del Brasile in occasione di sei manifestazioni dei Giochi olimpici (dal 1968 al 1988) e tre dei Mondiali.
Ha fatto parte del FIBA Central Board per quasi trent'anni, dal 1970 al 1999.